# 塔利維爾 (特拉華州)
塔利維爾（英語：Talleyville）是位於美國特拉華州紐卡斯爾縣的一個非建制地區。該地的面積和人口皆未知。

## 地理
塔利維爾的座標為39°48′32″N 75°32′56″W / 39.80889°N 75.54889°W，而該地的平均海拔高度為116米（即381英尺）。